# باغ زال نقي (خبر بافت)
باغ زال نقي (بالفارسية: باغ زال نقی) هي قرية تقع في إيران في Khabar Rural District. يقدر عدد سكانها بـ 36 نسمة بحسب إحصاء 2016.